# 金子孫二郎
金子 孫二郎（かねこ まごじろう）は、幕末の水戸藩の郡奉行である。尊王攘夷派志士。

## 生涯
水戸藩士・川瀬教徳の第2子として生まれ、水戸藩士・金子孫三郎能久の養子となった。はじめ小普請組となる。文政12年（1829年）、水戸藩主継嗣問題が起こると、父・教徳らとともに徳川斉昭を擁立した。斉昭が藩主になると、その下で歩行目付、吟味役、奥右筆を経て郡奉行となった。弘化元年（1844年）、天保の改革推進中の斉昭が隠居謹慎の幕命を受けると、雪冤運動に奔走して禁固刑に処せられた。斉昭が政界復帰を果たすと、それとともに孫二郎も復帰し、再び郡奉行となって安政の改革を進めた。民政に手腕を発揮し、郡奉行・吉成信貞らとともに徳川斉昭を助けた。
安政5年（1858年）に勅書問題が起こると、勅書返納に反対して奔走したが失敗に終わった。翌6年（1859年）に安政の大獄が起こると、かねてから計画していた大老・井伊直弼要撃を企て、高橋多一郎・関鉄之介らとともに脱藩して江戸や京都に潜伏し、安政7年3月3日（1860年3月24日）、桜田門外の変を起こすに至った。孫二郎自身は、直接参加しなかったが、成功の知らせを受けて、佐藤鉄三郎、薩摩藩士・有村雄助とともに大坂で後挙を謀ろうとしたが、伏見で捕らえられ、江戸に送られて斬罪に処せられた。
明治維新後、正四位を贈位される。靖国神社合祀。

## 年譜
- 1804年 水戸藩士・川瀬教徳の第2子として生まれる。
- 1829年 藩主継嗣問題で徳川斉昭を擁立。
- 1830年 - 1844年 郡奉行。
- 1844年 禁固刑に処せられる。
- 1853年 復帰して郡奉行再勤。
- 1858年 勅書問題で奔走。
- 1860年 桜田門外の変に加わる。
- 1861年 斬罪に処せられる。享年58。